# Campagne Display
La campagne Display est une initiative menée par des experts provenant de 20 villes et municipalités européennes. Elle a pour but d’encourager les autorités locales à afficher les performances énergétiques et environnementales de leurs bâtiments publics par le biais d’une étiquette similaire à celle utilisée pour les appareils électroménagers. Une visite sur le site internet Display-campaign permet de prendre connaissance du nombre actuel de participants et de bâtiments concernés par cet affichage. 
Display donne l’occasion aux collectivités de mettre en pratique une directive européenne en ayant l’occasion de contribuer au développement d’un outil aux dimensions européennes mais s’appliquant localement. 
Des villes telles que Durham (Grande-Bretagne), Charleroi (Belgique), Rennes (France), Helsinki (Finlande), Lausanne (Suisse) et de nombreuses autres ont d’ores et déjà rejoint la Campagne. Tous bénéficient d’avantages économiques et sociaux attractifs résultant de leur participation à cette Campagne.

## Contexte
Les bâtiments municipaux de toute l’Europe voient une quantité d’énergie et d’eau gaspillée sans raison avec un coût évident au contribuable et à l’environnement. Il y a deux raisons principales qui sont au cœur du problème et qui sont également liées entre elles :
Une gestion énergétique inadéquate des municipalités et/ou un manque de préoccupation face aux habitudes de consommation des usagers de ces bâtiments. 
Depuis janvier 2006, la Directive sur la Performance Énergétique des Bâtiments (DPEB) impose aux municipalités de mesurer et d’ « afficher » publiquement les performances énergétiques de leurs bâtiments. C’est dans ce cadre que la campagne Display s’est crée afin d’aider les municipalités à tirer profit de ces exigences en développant des stratégies pour sensibiliser le public et accroître les bénéfices d’une meilleure gestion environnementale des bâtiments municipaux. Cela permet d’accélérer la mise en œuvre de la DPEB et permet également aux municipalités européennes d’avoir une longueur d’avance.

## Histoire
La campagne lancée en 2003 par Energie-Cités, l’association des autorités locales européennes pour une politique énergétique locale durable, est la première du genre en Europe et ambitionne d’œuvrer au moins une décennie. La première phase du projet (financée par la Direction ENV de la Commission européenne) a impliqué l’effort combiné de 20 villes pilotes dans 18 pays et de 4 experts scientifiques et techniques. Après une période de cofinancement dans la première moitié de 2005, elle est maintenant financée par la Commission européenne (DG TREN) sous le programme d’Énergie Intelligente - Europe (EIE).

## Comment en bénéficient les participants
Le but premier de la campagne Display est d’assister les municipalités à améliorer les performances de leurs bâtiments les plus inefficaces. 
L’énergie reste un domaine où les économies réalisables sont significatives.  Une municipalité européenne de 100 000 habitants peut dépenser plus de 1,5 million d’euros pour les  besoins en énergie de ses bâtiments publics. En réduisant de seulement 1 % les consommations énergétiques ce sont près de 15 000 € par an qui peuvent être économisés. Avec une réduction de 10 % cela concerne 150 000 € par an. 
En outre, la Campagne offre de nombreux avantages additionnels permettant à chaque autorité local de :
- Avoir la possibilité de communiquer avec les citoyens en présentant l’initiative publiquement.
- Afficher un poster attractif et accessible à tous de façon à capter l’attention du grand public.
- D’être capable d’accroître l’attention des usagers et des gérants au sujet de leurs consommations en énergie et en eau.
- Obtenir un accès instantané à un outil en ligne efficace, pragmatique et facile à prendre en main.
- Devenir un membre d’une campagne européenne innovante pour combattre le changement climatique.

## Pour aller vers la classe «A»
Chaque année, les autorités publiques qui ont les meilleurs résultats pour leur campagne de communication se verront récompensées par le prix « Towards « Class A ». 
Ce prix est ouvert à toutes les municipalités et autorités locales à travers l’Europe membres de la Campagne Display. 
Ce prix offre une motivation aux municipalités pour améliorer ou comparer leurs stratégies de communications menant finalement à améliorer les performances de leurs bâtiments pour atteindre la « Classe A » ou devenir des « Exemples à Suivre ». 
Les candidats au prix sont évalués par un jury indépendant composé d’experts.
Le premier récompensé
En 2006, la remise des récompenses eut lieu à Riga (Lettonie) et la première à être récompensée fut Bristol (Royaume-Uni). Elle a été choisie pour son approche originale et créative en développant d’excellents supports de communication. Inspiré de l’outil proposé par Display, Bristol développa en effet : 
- Un poster de 6 m2, étendu sur le mur extérieur du centre environnemental CREATE
- Un sondage hebdomadaire accessible sur le réseau Intranet du Conseil Municipal servant à évaluer la réaction du public sur un aspect du poster.
- Quatre types de poster destinés à augmenter la sensibilisation à l’économie d’énergie sur le lieu de travail
- Deux différents types de cartes postales Display envoyées à chaque employé du bâtiment du Conseil.